# تورا سوبر
تورا سوبر (بالإنجليزية: Tora Suber)‏ مواليد 23 نوفمبر 1974 في كوتسفيل، هي لاعبة كرة سلة أمريكية معتزلة. بدأت مسيرتها الاحترافية في سنة 1997. تم اختيارها من قبل فريق شارلوت ستينغ خلال الدرافت. يبلغ طولها 5 قدم 7 بوصة (1.7 م). اعتزلت اللعب في 1999. لعبت مع شارلوت ستينغ وأورلاندو ميريكل في الاتحاد الوطني لكرة السلة النسائية.

## روابط خارجية
- تورا سوبر على موقع الاتحاد الوطني لكرة السلة النسائية (الإنجليزية)
- تورا سوبر على موقع كلية كرة السلة في سبورتس رفرنس.كوم (الإنجليزية)
- تورا سوبر على موقع بروبوليرز (الإنجليزية)
- تورا سوبر على موقع سبورتس رفرنس (الإنجليزية)